# 肖恩·奧布萊恩
肖恩·奧布萊恩（英語：Seán O'Brien；1987年2月14日—）是一位愛爾蘭橄欖球運動員。他是愛爾蘭國家橄欖球隊的一員，代表愛爾蘭參加了2015年世界盃橄欖球賽。